# Filipe Santo
Filipe Santo (Madalena, 5 de Janeiro de 1959), é uma referencia da música africana e um dos responsáveis pela divulgação da música de São Tomé e Príncipe pelo mundo. As suas canções retratam temas diversos tais como o amor, a vida quotidiana dos santomenses e da sociedade em geral.

## Carreira
Começa a sua carreira na Ilha do Príncipe com a banda Africa Verde e em São Tomé fez parte de diversos agrupamentos musicais, dos quais se destacam Tropic Som e Os Leonenses onde atuava como guitarrista, compositor e intérprete.
Estreou-se na discografia em 1995 ao participar, como compositor e intérprete convidado, no álbum "Coração em África" de Camucuço & Cª, editado pela Discossete.
Músico acompanhante da poetisa Olinda Beja. Lançou o seu primeiro álbum a solo "MUSA" produzido pela Equasom no ano 2002. A digressão do álbum incluiu concertos na Tunísia, Portugal, Alemanha, França, Brasil, Espanha, Suíça, Itália e etc. Em 2015 lança o segundo álbum "Lagaia" e que contou com a participação de vários nomes da musica Africana. Com o "Lagaia" Filipe Santo foi o grande vencedor da segunda edição do STP Music Awards (2016).